# Karim Serrar
Karim Serrar (* in Paris) ist ein deutscher Manager, Finanzanalyst und Publizist mit einem besonderen Tätigkeitsschwerpunkt in den Bereichen IPO, Biotechnologie und Private Equity.
Er war von März 1999 bis Februar 2001 sowie von Mai 2002 bis Oktober 2002 Chefredakteur des GoingPublic Magazins, einem zur damaligen Zeit insbesondere auf Neuemissionen spezialisierten Börsenmagazin. Darüber hinaus fungierte er auch von 2001 bis September 2005 als Chefredakteur des VentureCapital Magazins, dessen Initiator er war.
Unternehmerisch tätig war Serrar u. a. als Alleinvorstand der S&R Biogas Energiesysteme AG, als Vorstand der GoingPublic Media AG sowie als Strategic Advisor der Europe Unlimited S.A.
Neben seiner Tätigkeit als Journalist bzw. später als Berater hat er zwei Fachbücher über den Neuen Markt bzw. Crowdfunding veröffentlicht.

## Veröffentlichungen
- mit Frank Schwarz und Oliver Gajda (Hrsg.): Jahrbuch Crowdfunding. Slingshot, Hamburg 2015, ISBN 978-3-00-051200-1.
- mit Volker Deibert: Besser anlegen am neuen Markt.Investieren in die Gewinner. FinanzBuch Verlag, München 2000, ISBN 3-932114-64-7.